# Polyodontes lupinus
Polyodontes lupinus är en ringmaskart som först beskrevs av William Stimpson 1856.  Polyodontes lupinus ingår i släktet Polyodontes och familjen Acoetidae. Inga underarter finns listade i Catalogue of Life.